# پیکرشناسی مداری
پیکرشناسی مداری یا توپولوژی مداری (به انگلیسی: Circuit topology)، یک پلیمر خطی تاشده به ترتیب تماس‌های درون‌مولکولی آن اشاره دارد. نمونه‌هایی از پلیمرهای خطی با تماس درون‌مولکولی در اسیدهای نوکلئیک و پروتئین‌ها هستند. پروتئین‌ها از طریق تشکیل تماس‌هایی با ماهیت‌های مختلف، از جمله پیوندهای هیدروژنی، پیوندهای دی سولفیدی و برهمکنش‌های بتا-بتا تاخورده می‌شوند. مولکول‌های آران‌ای با تشکیل پیوندهای هیدروژنی بین نوکلئوتیدها تا می‌شوند و ساختارهای تودرتو یا غیر تودرتو تشکیل می‌دهند. تماس‌ها در ژنوم از طریق پل‌های پروتئینی از جمله CTCF و کوهسین ایجاد می‌شوند و با فناوری‌هایی از جمله Hi-C اندازه‌گیری می‌شوند. پیکرشناسی مداری، آرایش پیکری این تماس‌های فیزیکی را که به عنوان تماس‌های سخت (یا h-contact) شناخته می‌شوند، دسته‌بندی می‌کند. علاوه بر این، زنجیر می‌تواند از طریق گره زدن (یا تشکیل تماس‌های «نرم» (s-contacts)) تا شود. پیکرشناسی مداری از زبانی مشابه برای دسته‌بندی هر دو تماس «نرم» و «سخت» استفاده می‌کند و توصیف کاملی از یک زنجیرهٔ خطی تاشده ارائه می‌کند. در این چارچوب، یک «مدار» به بخشی از زنجیره گفته می‌شود که در آن هر محل تماس در درون بخش، با دیگر مکان‌های تماس در همان بخش ارتباط برقرار می‌کند و بدون جفت نمی‌ماند. بنابراین، یک زنجیرهٔ تاشده را می‌توان بر اساس مدارهای تشکیل‌دهندهٔ آن مطالعه کرد.